# Maria Skiba
Maria Skiba ps. „Słowik” (ur. 31 maja 1913 w Borowym Młynie, zm. 2 marca 1945 r. w Borowym Młynie) – członek Tajnej Organizacji Wojskowej „Gryf Pomorski”, żołnierz oddziału partyzanckiego Armii Krajowej.

## Życiorys
Była córką Jana Skiby, właściciela gospodarstwa rolnego i Antoniny z domu Ginter. Uczęszczała do Seminarium Nauczycielskiego w Toruniu, ale nauki nie ukończyła. Nie podjęła pracy zawodowej, pomagała rodzicom w prowadzeniu gospodarstwa. W latach 1933–1939 była prezesem struktur Katolickiego Stowarzyszenia Młodzieży Polskiej w Borowym Młynie. W 1938 r. ukończyła kurs przysposobienia obronnego. 
Po zajęciu Pomorza przez wojska niemieckie od października 1939 r. zorganizowała i prowadziła w Borowym Młynie konspiracyjny ośrodek kulturalno-oświatowy. W lutym 1942 r. została zaprzysiężona do TOW „Gryf Pomorski” przez Alojzego Bruskiego ps. „Skocz”. Pełniła funkcję komendantki sekcji kobiet na rejon Borowy Młyn. Do zadań sekcji należało tworzenie punktów sanitarnych, żywnościowych, organizowanie przerzutów, kwater dla ukrywających się i rannych partyzantów, prowadzenie wywiadu np. w restauracjach i sklepach, kolportowanie prasy konspiracyjnej i ulotek. 
W 1944 r. przeszła do AK. W tym czasie przechowywała w gospodarstwie rolnym jej ojca A. Bruskiego ps. „Skocz”, który ukrywał się przed Niemcami. Na przełomie lutego i marca 1945 r. została łączniczką w oddziale partyzanckim dowodzonego przez Alfonsa Frydę ps. „Strug”, wchodzącego w skład zgrupowania „Szyszki-103”. 
2 marca 1945 r. została brutalnie zamordowana przez żołnierzy sowieckich (jej siostra Leokadia Skiba ps. „Kukułka” została ciężko ranna). Pochowano ją  na cmentarzu w Borowym Młynie.